# Certains l'aiment froide
Pour plus de détails, voir Fiche technique et Distribution.
Certains l'aiment froide (titre original : Les râleurs font leur beurre, « Certains l'aiment froide » étant mis entre parenthèses en dessous du titre, dans le générique du début) est un film français de Jean Bastia réalisé en 1959 et sorti l'année d'après.

## Synopsis
4 juillet 1759. Le comte de La Tour, marquis de Valmorin, meurt en laissant un testament spécifiant qu'il ne pourra être ouvert que 200 ans plus tard. De plus, sa fortune n'écherra qu'à celui de ses descendants qui sera atteint d'une maladie incurable.
Pour avoir une chance de récupérer le butin au bénéfice de leurs familles respectives, le créancier principal Galopin et le notaire du marquis maitre Leboiteux prévoient d'avoir, à l'ouverture du testament, au moins un descendant afin de capter la fortune au profit de leur propre famille.
4 juillet 1959, à Genève. Tandis que Leboiteux et son associé Meyer souhaitent spolier les héritiers au bénéfice d'une « œuvre bienfaitrice », les descendants du marquis arrivent des quatre coins du monde pour assister à l'ouverture du fameux testament. Pierre vient de Suisse, Luigi d'Italie, Ingrid du Danemark, Mathilde de France, William des États-Unis, Hannibal d'Afrique, Smith d'Écosse. À l'annonce du montant de la fortune, un milliard, Smith meurt d'une crise cardiaque. Toutefois, le testament précise que seul un malade incurable bénéficiera de la fortune. Après l'enterrement de Smith, Hannibal tombe gravement malade, et préfère rentrer dans son pays en renonçant à l'héritage. Les héritiers potentiels restants envisagent alors d'user des stratagèmes les plus invraisemblables pour être celui qui touchera le gros lot. William Valmorin tente de se faire passer pour fou, Mathilde Valmorin pour sourde. Ingrid Valmorin estime que sa cellulite est incurable ; quant à Luigi Valmorin, il séduit directement une infirmière qui le fera passer pour malade. Seul Pierre Valmorin, malgré les efforts de sa fiancée Ariel, résiste à toutes les infections.
Le jour de l'examen médical, William est déclaré fou et irresponsable ; la fortune lui échappe et il est interné à l'asile. Le stratagème de Mathilde est découvert, et les arguments d'Ingrid rejetés. Seuls Luigi et Pierre sont déclarés réellement incurables, mais Luigi est confondu par le médecin de l'hôpital où il a tenté d'introduire une fausse radiographie. Pierre hérite donc, mais souffre apparemment d'une grave maladie de cœur ; Galopin s'empresse de prendre ses besoins en main. Il fait restaurer l'ancienne propriété des Valmorin, lui donnant un luxe complet, et s'occupe également de la belle-famille de Pierre.
En prison, on diagnostique une grave maladie de cœur à Luigi, qui est en fait celle dont Pierre devait souffrir : il y a eu échange des radios lors de la « visite » de Luigi à l'hopital. Si Pierre est donc déshérité, Luigi n'en est pas plus gagnant, car le testament stipule que l'héritier doit être vierge de toute condamnation civile ou militaire.
Alors que Leboiteux et Meyer se frottent les mains, puisqu'il n'y a plus d'héritier possible, débarque Jérôme Valmorin, explorateur en Afrique, qui a été prévenu par Hannibal du testament. Il partage le reste de son héritage avec Hannibal, ce qui rend Leboiteux fou, au point de tenir compagnie à William Valmorin. Jérôme, une fois réglées les dépenses de Pierre, la note du fisc et celle de Galopin, récupère le reste de son héritage : deux francs.

## Fiche technique
- Réalisation : Jean Bastia
- Scénario : Jean-Daniel Daninos
- Adaptation : Jean Bastia, Guy Lionel, Jean-Daniel Daninos
- Dialogues : Guy Lionel
- Assistant réalisateur : Alain Roux
- Images : Walter Wottitz
- Opérateur : Marcel Franchi, assisté de Jean Castagnier et Vladimir Ivanov
- Musique : Pierre Dudan (chanson Pour un milliard, chantée par Pierre Dudan ; arrangements et orchestre Jacques Denjean, éditions musicales Eddie Barclay)
- Décors : Raymond Nègre
- Montage : Jacques Desagneaux, assisté de Noëlle Balenci et Colette Charbonneau
- Son : Raymond Gauguier, assisté de Fernand Sartin et Daniel Héron
- Maquillage : Janine Jarreau, Gisèle Jacquin
- Les chapeaux de Nicky Valor sont de Ramon de Morquez
- Photographe de plateau : Gaston Thonnart, Paul de Bellet pour l'extérieur
- Script-girl : Suzanne Faye
- Régisseur général : André Rameau, assisté de Georges Hérel
- Régisseur extérieur : Charles Auvergne
- Accessoiriste : Louis Charpeau, Auguste Surin
- Tapissier : Maurice Vigneau
- Habilleuse : Jeannette Chaix
- Secrétaire : Simone Bouvet
- Administrateur : Pierre Saint-Blancat
- Tournage du 7 juillet au 17 août 1959 - Extérieurs à Genève et Port Gitana (Bellevue) - participation du club international du cinéma de Genève
- Pellicule 35 mm, noir et blanc
- Tirage : laboratoire Eclair, enregistrement magnétique S.I.M.O
- Producteur délégué : Marie-Reine Kergal
- Directeur de production : Jean Desmouceaux
- Production : Kerfrance Production (France)
- Distribution : Les Films Fernand Rivers
- Durée : 85 minutes
- Genre : Comédie
- Date de sortie : 
  - France : 17 février 1960
- Visa d'exploitation : 22291

## Distribution
- Louis de Funès : le créancier Ange Galopin
- Pierre Dudan : le compositeur suisse Pierre Valmorin
- Robert Manuel : Luigi "Valmorino" Valmorin
- Francis Blanche : le portier américain William Foster Valmorin
- Noël Roquevert : le notaire Maître Albert Leboiteux
- Jean Richard : l'explorateur Jérôme Valmorin
- Mathilde Casadesus : la cultivatrice Mathilde Valmorin-Rouet
- Mireille Perrey : Maman (de Denise & Arielle)
- Carine Jansen : Denise
- Nicky Valor : la Danoise Anne Ingrid "Ava Spider" Valmorin
- Françoise Béguin : Arielle
- Guy Nelson : le chanteur Tony Valmin (frère de Denise)
- Habib Benglia : l'Africain Hannibal Valmorin
- Jean-Paul Rouland : le docteur Schuster
- Léonce Corne : le notaire Maître Meyer (l'associé de maître Leboiteux)
- Max Elloy : le majordome Simpson
- Harry Max : le commissaire
- Mario David : le masseur
- Karen
- Pierre Derome : l’Écossais SB Smith
- Henri Lauriac
- Georges Caspari
- Sam Guichard
- Raymond Gil
- Roger Millot
- Jean Mejean
- Fred Orbeck
- Denis Michel
- Pierre Laurent
- Tapponier
- Adrien Nicati
- Bob Genillard
- Jean Sivry
- Gertrude Germain
- Jacqueline Hopstein : l'infirmière radiologie
- Michel Isella : Jojo, frère d'Arielle
- Marie-Pierre Gauthey "Casey" : l'infirmière amie de Luigi
- Pierre Duncan : le gardien de la prison
- Albert Daumergue : un médecin de la prison
- Micha Bayard : la polyglotte
- Jean Roucher
- Nono Zammit

## Autour du film
Initialement, le film doit s'appeler Pour un milliard, cependant, le film sort en France le 17 février 1960 sous le titre Certains l'aiment froide car, entre-temps, est sorti Certains l'aiment chaud de Billy Wilder avec Marilyn Monroe. Fort de ce succès, et malgré le thème principal Pour un milliard, déjà enregistré pour la bande originale du film, les producteurs décident de rebaptiser le film et de profiter du marketing du film de Billy Wilder, même si le film avait été présenté à la presse sous le titre originel.
Louis de Funès a tourné ce film après avoir signé un contrat avec la société Kerfrance, fondée par Pierre Dudan, producteur et acteur principal du film.
Plusieurs scènes du film ont été tournées en Suisse au Port Gitana à Bellevue) et au château de Penthes (Pregny-Chambésy) ,.